# Subseven
Subseven (иногда стилизуется как sub7even или subseven) - группа, играющая в жанре христианский рок, образованная в 1999 году в Уэтерфорде, штат Оклахома. На протяжении четырёх лет группа была независимой и играла на Среднем Западе, где выпустила альбом и мини-альбом, а также сформировала большую локальную фанатскую базу. В 2003 году группа подписала контракт с лейблом Flicker Records и вскоре выпустила Subseven: the EP. Годом позже вышел последний альбом группы  Free to Conquer.
До распада в декабре 2005 года группа состояла из Уэсли Файта, Клинта МакМэнэмана, Рида Корбина, Калеба Уилкерсона и Джейка Салливана.  После распада в 2005 году участники группы начали другие музыкальные активности, включая свои новые группы и сольные проекты. В ноябре 2007 года бас-гитарист группы Рид Корбин умер от сердечного приступа в возрасте 33 лет.
В 2015 году группа анонсировала возвращение и выступление в Оклахома Сити 24 июля 2015 года, но концерт так и не состоялся.
В 2024 году Клинт МакМэнэман был гостем на подкасте The BlackSheep, где рассказал о создании, формировании, распаде и будущем группы.

## Участники
Такущие участники
- Уэсли Файт (англ. Wesley Fite) – вокал, гитара (1999–2005, 2015–н. в.)
- Клинт МакМэнэман (англ. Clint McManaman) – ударные (1999–2005, 2015–н. в.)
- Калеб Уилкерсон (англ. Caleb Wilkerson) – гитара (2003-2005, 2015–н. в.)
- Якоб "Джейк" Салливан (англ. Jacob "Jake" Sullivan) – гитара (2003-2005, 2015–н. в.)
- Шон Браун (англ. Shaun Brown) – бас-гитара (2005, 2015–н. в.)

Бывшие участники
- Рид Корбин (англ. Reed Corbin) – бас-гитара (1999–2005; умер 2007)
- Смоки Эмерсон (англ. Smokey Emerson) – гитара (1999–2003)
- Эван Кроули (англ. Evan Crowley) – guitar (2005)

## Дискография
| Низвание альбома | Лейбл           | Дата выхода   |
| ---------------- | --------------- | ------------- |
| The Black Album  | Независимый     | 2000          |
| Larusso EP       | Независимый     | 2001          |
| Subseven: the EP | Flicker Records | 4 мая 2004    |
| Free to Conquer  | Flicker Records | 15 марта 2005 |

## Клипы
- "Emotion" - снят в январе 2004
- "Free to Conquer" - снят летом 2005
- "Hold On" - снят в декабре 2005

После записи клипа "Hold On" на площадке Green Door группа заявила о распаде и сыграла прощальный концерт, впоследствии попавшем на видео.

## Внешние ссылки
- Flicker Records
- Subseven (англ.) на сайте AllMusic
- subseven на PureVolume